# Tepetzingo, Tezonapa
Tepetzingo är en ort i Mexiko.   Den ligger i kommunen Tezonapa och delstaten Veracruz, i den sydöstra delen av landet, 270 km öster om huvudstaden Mexico City. Tepetzingo ligger 110 meter över havet och antalet invånare är 128.
Terrängen runt Tepetzingo är varierad. Runt Tepetzingo är det ganska tätbefolkat, med 56 invånare per kvadratkilometer. Närmaste större samhälle är Cosolapa, 17,1 km nordost om Tepetzingo. I omgivningarna runt Tepetzingo växer huvudsakligen savannskog.